# Dororo
Dororo (яп. どろろ Дороро) — японская манга, автором которой является Осаму Тэдзука. Публиковалась издательством Shogakukan в журнале Weekly Shōnen Sunday с 1967 года. По мотивам манги студией Mushi Productions был выпущен чёрно-белый аниме-сериал, который транслировался по телеканалу Fuji TV с 6 апреля по 28 сентября 1969 года. Всего выпущено 26 серий аниме. Название манги, по словам Тэдзуки, связано с его воспоминаниями детства о друзьях. В отличие от манги, в аниме есть закрытая концовка. Манга была официально переведена на английский язык и выпущена в 3-х томах. В 2009 году манга получила премию Айснера как лучшее американское издание иностранного комикса. В начале марта 2018 года студия MAPPA и Tezuka Productions анонсировали ремейк, аниме-сериал, который начал выходить в январе 2019 года, а закончился в июне 2019 года.

## Сюжет
Действие разворачивается вокруг ронина в период Сэнгоку, который родился с уродливыми физическими отклонениями, не совместимыми с жизнью, из-за того, что накануне его отец, даймё, заключил сделку с 48 демонами, которые подарили ему огромную власть и благополучие, однако в обмен забрали по одному органу у ребёнка.
Отец, опьянённый своим счастьем, без капли сочувствия требует убить «уродца», и мать пускает ребёнка по реке, однако его ещё живым находит лекарь и кудесник Хомма, который с помощью целительной магии и алхимии вставляет ребёнку органы, извлечённые у других детей, погибших во время войны. Так как новые «протезы» сохранили себе силу целительной магии, мальчик стал практически неуязвимым к любым смертельным ранам и ударам. Также мальчик получил необычный меч, способный убивать демонов и прочих духов. Однако наличие протезов не делает мальчика свободным от проклятья 48 демонов. Выросший и уже молодой воин, названный Хяккимару, узнаёт, что если убить всех 48 демонов, то он сумеет вернуть себе все утраченные органы. Во время путешествий Хяккимару встречает маленькую воровку-сироту по имени Дороро, которая, притворяясь мальчиком, решает сопровождать его в опасном странствовании.

## Роли озвучивали
- Минори Мацусима — Дороро
- Нати Нодзава — Хяккимару
- Харуко Китахама — Нуи-но-Ката / Бандай
- Кинто Тамура — Канэ-кодзо
- Рэйко Муто — Мио
- Сюсэй Накамура — Тахомару
- Дзюмпэй Такигути — Дзато
- Горо Ная — Кагэмицу Дайго / Таносукэ

## Фильм
По мотивам манги был снят полнометражный фильм с Ко Сибасаки и Сатоси Цумабуки в главных ролях. Съёмки проводились в Новой Зеландии и фильм доступен для покупки на DVD в Японии, США и Великобритании, права на распространения фильма в двух последних странах принадлежат компаниям Universal Pictures и MVM Films. Эрнесто Форонда, продюсер фильма «Завтра повезёт больше», заявил, что работает над голливудской версией фильма «Дороро».

### Сюжет
Сюжет в фильме имеет значительные отличия от манги. В частности, Дороро является не маленьким мальчиком, а представлена девушкой и сложной личностью. Она дерзкая, жестокая, и не желает быть «правильной японской женщиной». Хяккимару значительно моложе, чем в манге. Ранее Дороро скрывала свой пол, притворяясь мальчиком, и воровала, называлась разными именами, указывая на то, что личность вора никто не должен знать. Поэтому Хяккимару называет её Дороро, что буквально означает «маленькое чудовище». Несмотря на это, девушка принимает своё новое имя. К концу истории Хяккимару убивает уже 24 демона и продолжает свои поиски.